# Macropharyngodon bipartitus marisrubri
Macropharyngodon bipartitus marisrubri is een ondersoort van de straalvinnige vissen uit de familie van de lipvissen (Labridae). De wetenschappelijke naam van de soort werd voor het eerst geldig gepubliceerd in 1978 door de Amerikaanse ichtytoloog John Ernest Randall.